# Arfakbeerenpicker
Der Arfakbeerenpicker (Melanocharis arfakiana) ist eine Vogelart aus der Familie der Beerenpicker (Melanocharitidae). Er ist in der östlichen Hälfte von Neuguinea endemisch.

## Merkmale
Der Arfakbeerenpicker erreicht eine Körperlänge von 11,5 cm und ein Gewicht von 11,5 g. Er ist eine kleine, ziemlich kurzschwänzige Art mit einem auffallend hellen, stumpfen Schnabel. Die Oberseite ist stumpf bräunlich bis olivgrünlich. Der Kopf ist deutlich gräulich; Scheitel, Nacken und Mantel sind grau. Die Unterseite ist schmutzig olivgrau. Die Kehle ist heller. Die Flanken haben eine gelbliche Verwaschung. Der Bauch ist weißlich-grau, manchmal gelb verwaschen. Die Brustbüschel sind leuchtend zitronengelb. Die Unterschwanzdecken und die Schwanzunterseite sind grau. Die Unterflügeldecken sind weiß. Die Iris ist dunkel, manchmal hellbraun. Es gibt einen dünnen, schwach orangefarbenen Augenstreif. Der Schnabel ist hornfarben oder rosafarben, manchmal oberseits bräunlichgrau und unterseits stumpf orangefarben. Die Schnabelspalte ist gelborange. Die Beine sind olivgrün, erscheinen aber im Feld bräunlich mit etwas helleren Fersen. Vom ähnlich gefiederten Weißbüschel-Beerenpicker (Melanocharis nigra) unterscheidet er sich vor allem durch die hellgelben (nicht weißen oder gelblich-weißen) Brustbüschel, den gräulichen Kopf, den hellen Schnabel und die Stimme. Die Geschlechter ähneln sich. Immature Vögel sind nicht definitiv beschrieben. Im Juli und Oktober beobachtete Individuen, die adulten Tieren ähneln, aber schwache, schmale, dunkel Strichel auf gelblichen Unterseite aufweisen, können möglicherweise immature Vögel gewesen sein.

## Verbreitung
Der Arfakbeerenpicker kommt im Tabubil-Gebiet (in der Western Province), bei Keki (im Adelbert-Gebirge), Boana (in der Nähe von Lae) und in der Nähe von Port Moresby in Efogi (am Kokoda Trail) und Varirata vor. Im Arfakgebirge im nordwestlichen Neuguinea, wo die Art entdeckt wurde, gab es nach der Erstbeschreibung keine Aufzeichnungen mehr.

## Lebensraum
Die Lebensräume umfassen Bergwälder, Waldränder und Sekundärwälder, wo die Art in Höhenlagen von 640 m bis mindestens 1100 m vorkommt. Er wird auch in einheimischen Gärten in Waldnähe gesichtet.

## Nahrungsverhalten
Über die Ernährung der Art ist nur wenig bekannt. Er frisst kleine Beeren. Ein Exemplar hatte Gliederfüßerreste im Magen. Er geht einzeln oder paarweise auf Nahrungssuche, wobei er sich häufig in den mittleren Lagen und im unteren Kronendach aufhält. Um Beeren zu sammeln, steigt er zur Strauchschicht hinab. Er hält sich in der Regel in großer Höhe auf und fliegt schnell von Baum zu Baum, ein Verhalten, das dem des Rotkappen-Mistelfresser (Dicaeum geelvinkianum) nicht unähnlich ist. Er sitzt aber auch minutenlang regungslos in ca. 5 bis 8 m Höhe über dem Boden, was eher an einen Südseeschnäpper (Petroicidae) erinnert. Er wurde beim Schwirrflug beim Picken von Gliederfüßern im Laubstreu beobachtet.

## Stimme
Der Gesang umfasst ein schnelles, zischendes swizzly swizzly swizzly swit, das manchmal verkürzt wiedergegeben wird. Er ist hoch oben in den Bäumen zu hören und ähnelt dem des Weißbüschel-Beerenpickers, ist jedoch deutlich schneller und in höherer Tonlage. Bei Vögeln in Efogi wird ein scharfer zit-zit-zit-Ruf vernommen.

## Fortpflanzungsverhalten
Mutmaßliche immature Vögel dieser Art wurden im Juli und Oktober beobachtet. Vermutlich verpaarte Individuen wurden im Mai und August beim gemeinsamen Jagen und eine vierköpfige Familiengruppe wurde im September bei Efogi gesichtet. Starke Reaktion auf das Abspielen von Tonbandaufnahmen zu diesen Zeiten deutet auf Territorialität hin. Die offensichtlichen Territorien sind recht groß, ca. 200 m in der Länge. Weitere Informationen liegen nicht vor.

## Status
Der Arfakbeerenpicker wird in der IUCN Redlist als „nicht gefährdet“ (least concern) klassifiziert. Er hat ein eingeschränktes Verbreitungsgebiet und kommt in der West Papuan Highlands Endemic Bird Area (EBA) und in der Central Papuan Mountains EBA vor. Ursprünglich wurde er aus dem Arfakgebirge im Nordwesten Neuguineas beschrieben, aber seitdem nicht mehr dort beobachtet; ansonsten wurde er aus fünf weit voneinander entfernten Gebieten in Papua-Neuguinea nachgewiesen. Lange Zeit wurden nur zwei Exemplare gesammelt, eines im Jahr 1867 im Arfakgebirge und eines im Jahr 1933 im südlichen Teil der Insel. Erst 1978/79 und 1980/81 und 1978 sowie 1987 soll es neue Beobachtungen auf dem Kokoda Trail in der Nähe von Port Moresby sowie aus Tabubil in der Western Province gegeben haben. Diese Berichte wurde zur damaligen Zeit angezweifelt, erscheinen im Lichte späterer Entdeckungen heute plausibel.
Individuen, die 1991 in Boana in der Nähe von Lae und 1992 in der Nähe von Tabubil gefunden wurden, werden heute dem Arfakbeerenpicker zugeschrieben. Zwei Männchen, die Bret M. Whitney im Juli 1994 oberhalb von Tabubil auf Tonband aufzeichnete und sammelte, scheinen offenbar ebenfalls zu den wenigen veröffentlichten Beschreibungen der vorliegenden Art zu passen, aber die Bestätigung ihrer Identität erfordert einen Vergleich mit dem Typusexemplar (das Exemplar von 1933 war in Alkohol konserviert und wurde möglicherweise ebenfalls nie mit dem Typus verglichen; wahrscheinlich ist es im Laufe der Jahre verblasst). Die Art ist an einer Reihe von Standorten in der Umgebung von Tabubil von 640 m bis auf ca. 1100 m verbreitet und wurde bei Keki in den Ausläufern der Adelbert-Berge auf ca. 1000 m und in ähnlicher Höhe bei Boana in der Nähe von Lae gefunden. Ihre Lautäußerungen auch in ca. 800 m Höhe im Varirata-Nationalpark gehört, was frühere Berichte aus dem Gebiet von Efogi und Ower’s Corner aus den späten 1970er Jahren bis 1981 bestätigt. Die Wälder im Verbreitungsgebiet dieser Art sind durch Abholzung und Rodung für landwirtschaftliche Zwecke bedroht, z. B. wird der Lebensraum in Tabubil stark degradiert.